# Condado de Cook (Illinois)
O Condado de Cook (em inglês:  Cook County) é um dos 102 condados do estado americano de Illinois. A sede e cidade mais populosa do condado é Chicago. Foi fundado em 15 de janeiro de 1831.
Com pouco mais de 5 milhões de habitantes, de acordo com o censo nacional de 2020, é o condado mais populoso do estado e o segundo mais populoso do país, atrás do Condado de Los Angeles. É também o mais densamente povoado do estado. Pouco mais de 41% da população de Illinois vive no Condado de Cook.
| Oficiais do Condado    | Oficiais do Condado |
| Cargo                  | Titular             |
| ---------------------- | ------------------- |
| Presidente do Conselho | Toni Preckwinkle    |
| Tesoureiro             | Maria Pappas        |
| Promotor Públlico      | Kimberly M. Foxx    |
| Xerife                 | Thomas Dart         |
| Clerk                  | Cedric Giles        |

## Geografia
De acordo com o Departamento do Censo dos Estados Unidos, o condado possui uma área de 4 233,7 km², dos quais 2 447,4 km² estão cobertos por terra e 1 786,3 km² (42.2%) por água.

## Demografia
Desde 1900, o crescimento populacional médio do condado, a cada dez anos, é de 9,9%.

### Censo 2020
Segundo o censo nacional de 2020, o condado possui uma população de 5 275 541 habitantes e uma densidade populacional de 2 155,6 hab/km². Seu crescimento populacional na última década foi de 1,6%. É o condado mais populoso de Illinois e o 2º mais populoso dos Estados Unidos. É o condado mais densamente povoado do estado.
Possui 2 264 966 residências que resulta em uma densidade de 925,5 residências/km² e um aumento de 3,9% em relação ao censo anterior. Deste total, 7,9% das unidades habitacionais estão desocupadas. A média de ocupação é de 2,3 pessoas por residência.

### Censo 2010
De acordo com o censo nacional de 2010, possui uma população de 5 194 675 habitantes e uma densidade populacional de 2 121,7 hab/km².

### Censo 2000
Segundo o censo americano de 2000, o possui 5 376 741 habitantes, 1 974 181 residências ocupadas e 1 269 398 famílias. A densidade populacional do condado é de 2 195 hab/km². O condado possui no total 2 096 121 residências, que resultam em uma densidade de 856 residências/km². 56,27% da população do condado são brancos, 26,14% são afro-americanos, 4,84% são asiáticos, 0,29% são nativos americanos, 0,05% são nativos polinésios, 9,88% são de outras raças e 2,53% são descendentes de duas ou mais raças. 19,93% da população do condado são hispânicos de qualquer raça.
Existem no condado 1 974 181 residências ocupadas, dos quais 30,9% abrigam pessoas com menos de 18 anos de idade, 44% abrigam um casal, 15,6% são famílias com uma mulher sem marido presente como chefe de família, e 35,7% não são famílias. 29,4% de todas as residências ocupadas são habitadas por apenas uma pessoa, e 9,3% das residências ocupadas no condado são habitadas por uma única pessoa com 65 anos ou mais de idade. Em média, cada residência ocupada possui 2,68 pessoas e cada família é composta por 3,38 membros.
36% da população do condado possui menos de 18 anos de idade, 9,9% possuem entre 18 e 24 anos de idade, 31,7% possuem entre 25 e 44 anos de idade, 20,7% possuem entre 45 e 64 anos de idade, e 11,7% possuem 65 anos de idade ou mais. A idade média da população do condado é de 34 anos. Para cada 100 pessoas do sexo feminino existem 93,9 pessoas do sexo masculino. Para cada 100 pessoas do sexo feminino com 18 anos ou mais de idade existem 90,5 pessoas do sexo masculino.
A renda média anual de uma residência ocupada é de 45 922 dólares, e a renda média anual de uma família é de 53 784 dólares. Pessoas do sexo masculino possuem uma renda média anual de 40 690 dólares, e pessoas do sexo feminino, 31 298 dólares. A renda per capita do condado é de 23 227 dólares. 13,5% da população do condado e 10,6% das famílias do condado vivem abaixo da linha de pobreza. 18,9% das pessoas com 17 anos ou menos de idade e 10,3% das pessoas com 65 anos ou mais de idade estão vivendo abaixo da linha de pobreza.